# تشو يون (لاعب كرة قدم)
تشو يون (بالصينية: 周云) هو لاعب كرة قدم صيني، ولد في 31 ديسمبر 1990 في جيانغسو في الصين. شارك مع منتخب الصين لكرة القدم. أما مع النوادي، فقد لعب مع جيانغسو سونينغ.

## وصلات خارجية
- تشو يون على موقع قاعدة بيانات كرة القدم.إي يو (الإنجليزية)
- تشو يون على موقع ناشيونال فوتبول تيمز (الإنجليزية)
- تشو يون على موقع Soccerway.com (الإنجليزية)